# Гай Октавій (дід Августа)
Гай Октавій лат. Gaius Octavius; II століття до н. е.) — магістрат і відкупник часів Римської республіки.

## Життєпис
Походив з роду вершників Октавіїв. Син Гая Октавія, військового трибуна (рік невідомий), та онук Гая Октавія, військового трибуна 205 року до н. е. Народився й більшу частину життя прожив у Велітрах.
Обіймав посаду едила або претора у Велітрах. Втім, більшу частину присвятив традиційної діяльності для тогочасних вершників — лихварству та відкупам. Достеменних відомостей про майно та провінції чи області, де Октавій здійснював відкупи, немає. Помер у похилому віці зі значним статком.

## Родина
- Гай Октавій, претор 61 року до н. е.